# 细叶繁缕
细叶繁缕（学名：[Stellaria filicaulis] 错误：{{Lang}}：文本有斜体标记（帮助））为石竹科繁缕属的植物。分布于朝鲜、日本以及中国大陆的北京、黑龙江、内蒙古、山西、辽宁、河北、吉林等地，生长于海拔500米至700米的地区，多生于湿润草地以及河岸平原，目前尚未由人工引种栽培。

## 别名
线茎繁缕（拉汉种子植物名称）

## 异名
- Stellaria jaluana Nakai